# Hetaerina miniata
Hetaerina miniata – gatunek ważki z rodziny świteziankowatych (Calopterygidae). Występuje na terenie Ameryki Południowej i Ameryki Środkowej.